# Талантливый мистер Рипли (роман)
«Талантливый мистер Рипли» (англ. The Talented Mr. Ripley) — нуар-роман американской писательницы Патриции Хайсмит, впервые опубликованный в 1955 году и неоднократно экранизировавшийся. Первый в серии о похождениях Тома Рипли. Роман был номинирован на Премию имени Эдгара Алана По от Ассоциации детективных писателей США. Входит в «100 лучших детективных романов всех времен».

## Сюжет
Середина 1950-х г.г. Том Рипли — молодой человек, пытающийся пробиться в жизни. Он беден, у него нет достойной работы, и поэтому он не брезгует участием в различных мелких аферах. Вскоре к себе на ужин Тома приглашает знаменитый финансист Герберт Гринлиф, и, как оказалось, у него есть задание для Тома. Дело в том, что мистер Гринлиф принял Тома за друга его сына, Дикки, с которым сам Рипли едва знаком.
Мистера Гринлифа и его умирающую жену беспокоит отсутствие у Дикки желания заниматься семейным бизнесом. Вместо этого он живёт в своё удовольствие в Европе вместе с подружкой Мардж и тратит родительские деньги. Мистер Гринлиф просит Тома поехать в Европу, найти Дикки и уговорить его вернуться домой.
Тут же в голове юноши созревает план — он начинает тянуть деньги из мистера Гринлифа, проживая в доме Дики, и предаваясь веселью вместе с ним и Мардж. А затем и вовсе решает, что не хочет расставаться с такой шикарной жизнью. Том разрабатывает план идеального убийства Дики. После смерти молодого мужчины Том займёт его место — ведь они довольно похожи, а мало кто в Европе знает, как должен выглядеть настоящий Ричард Гринлиф.
И вот когда Том приводит свой план в исполнение, возникает проблема: как долго новоиспечённый Дикки сможет скрываться от своих друзей и родственников, включая Мардж, обеспокоенную внезапным исчезновением возлюбленного.

## Адаптации
- В 1960 году был снят фильм «На ярком солнце», получивший в Америке название «Багровый полдень» (англ. Purple Noon). Режиссёр — Рене Клеман, в ролях — Ален Делон (Рипли) и Морис Роне (Гринлиф). По своей сюжетной линии фильм практически ничем не отличается от оригинального романа, кроме финала.
- В 1999 году Энтони Мингелла снял фильм «Талантливый мистер Рипли» с Мэттом Деймоном в роли Тома.
- В 2009 году компанией BBC Radio 4 была создана радиопостановка. Йен Харт сыграл Тома, Стивен Хоган исполнил роль Дики, а Барбара Барнс — роль Мардж.[1]
- В 2010 году книгу перенесли на сцену в постановке Northampton’s Royal Theatre. Главные роли исполнили: Кайл Сольер (Том), Сэм Хьюэн (Дики), Мишель Райан (Мардж)[2].
- В сентябре 2019 года был анонсирован сериал «Рипли» для канала Showtime с Эндрю Скоттом в роли Тома Рипли. Первый сезон из 8 эпизодов был заказан Showtime, сценаристом и режиссёром выступит Стивен Заильян[3][4][5]. Премьерный показ начался 4 апреля 2024 года.

## Русские издания
- Лимбус Пресс: 2000, 320 стр. Перевод — Елена Корнеева.[6]
- Центрполиграф: 2002, 352 стр. Перевод — С. Белокриницкая и Э. Панкратова.[7]
- Амфора: 2004, 416 стр. Перевод — Игорь Богданов (первый том собрания сочинений о Томе Рипли).[8]